# Щеглов, Сергей Евгеньевич
Серге́й Евге́ньевич Щегло́в (укр. Сергій Євгенович Щеглов; 26 ноября 1976, Донецк, УССР) — украинский и российский футболист, полузащитник.

## Карьера
Воспитанник донецкого футбола. Вначале занимался в одной из местных ДЮСШ, пока в 10 лет его не пригласили в школу донецкого «Шахтёра». После её окончания играл за фарм-клуб и тренировался с основным составом. Пробиться в первую команду из-за сильной конкуренции не получилось и он подписал контракт с запорожским «Виктором». Весной 2000 года находился на просмотре в России, но заявиться до начала чемпионата ни в одну команду не успел. Поэтому принял предложение знакомого тренера и уехал играть в Финляндию. Шедший на предпоследнем месте «ЙБК» в итоге занял второе место. Щеглов получил предложение продлить контракт, однако отказался, уехав в подмосковные «Химки», куда его пригласил Алексей Петрушин.
В 2005 году выступал за «Кривбасс», в составе которого 6 марта 2005 года дебютировал в Высшей лиге Украины в матче 17 тура с мариупольским «Ильичёвцем», выйдя на 76 минуте вместо Тони Алегбе. В конце 2006 года провел несколько матчей в чемпионате Азербайджана за закатальский «Симург».
В 2007 году подписал контракт с курским «Авангардом», выступавшим в то время в Первом дивизионе, однако по итогам сезона вылетевший во второй. Чтобы остаться в команде Щеглов принял российской гражданство, так как футболисты без российского паспорта не могут принимать участие в играх Второго дивизиона.
В 2008 году «Авангард» поставленную задачу по повышению в классе не выполнил и в начале 2009 года Сергей перешёл в «Читу», выступавшую в подэлитном дивизионе. В 2010 году вновь вернулся в «Авангард». По окончании сезона 2012/13 завершил карьеру футболиста.

## Личная жизнь
В 2009 году женился на курской фотомодели — Ольге Леонидовне Глазовой. 29 сентября 2010 года у них родился сын Матвей.

## Достижения
- Финалист Кубка России (1): 2004/05
- Серебряный призёр зоны «Центр» Второго дивизиона (1): 2011/12